# ماركوس دي باولا
ماركوس أرييل دي باولا (بالبرتغالية:Marcos Ariel de Paula) الشهير باسم ماركوس دي باولا (مواليد 19 ديسمبر 1983 في باريري - البرازيل) لاعب كرة قدم برازيلي يلعب حاليا لصالح نادي الدرجة الأولى كييفو فيرونا الإيطالي منذ 2007 في مركز المهاجم .

## روابط خارجية
- ماركوس دي باولا على موقع قاعدة بيانات كرة القدم.إي يو (الإنجليزية)
- ماركوس دي باولا على موقع Soccerway.com (الإنجليزية)
- ماركوس دي باولا على موقع عالم كرة القدم.نت (الإنجليزية)
- ماركوس دي باولا على موقع AS.com (الإسبانية)